# كريس كينغ (لاعب كرة قدم)
كريس كينغ (بالإنجليزية: Chris King)‏ (19 أغسطس 1969 بزينيا في الولايات المتحدة - ) هو مدرب كرة قدم ولاعب كرة قدم أمريكي في مركز الهجوم.